# ميس حرب
ميس حرب (9 مارس 1982 -)، مغنية سورية، من مواليد قرية المجيمر في محافظة السويداء الواقعة في الجنوب السوري بدأ شغفها وحبها للغناء منذ صغرها، حيث تربت على الأغاني الشعبية والفلكورية، وشاركت أيضاً في عدد من المهرجانات في عدد من المحافظات السورية. تخرجت من المعهد العالي للموسيقا بدمشق باختصاص غناء عربي عام 2008. عملت مع عدة فرق عالمية وسورية تعنى بالفن الأكاديمي كمغنية صولو حيث قدمت العديد من الحفلات على المسارح السورية أهمها مسرح دار الأوبرا بدمشق وعلى غيرها من المسارح العربية والعالمية.

## دراستها
بدأت بتدريب صوتها على أصول الغناء وإخراج الصوت الصحيح منذ عام 2000 مع أساتذة الغناء الأوبرالي الروس الذين كانوا يدرّسون بالمعهد العالي للموسيقا بدمشق آنذاك. بدأت دراستها بالمعهد العالي للموسيقا عام 2003 وتخرجت عام 2008 باختصاص غناء عربي درست فيه الغناء خلال الخمس سنوات على يد أستاذة الغناء لبانة القنطار. ركزت أثناء دراستها في المعهد العالي للموسيقا على القوالب الغنائية الصعبة والنوادر من الأغاني التي لم تُغنّى إلا قليلا جدا لصعوبتها، والتي يصعب أيضا إيجاد تدوين موسيقي لها، ما اضطرها دائما لتدوين النوطة الموسيقية بنفسها.
حصلت بمشروع تخرجها على أعلى درجة منذ تأسيس المعهد باختصاصها وهي 97 من 100 عندما أدت دور «ضيعت مستقبل حياتي لزكريا أحمد – وأغنية رق الحبيب للقصبجي» ومعروف أنهما من أصعب ما أُلّف في الموسيقا العربية.
يميز ميس إتقانها الشديد للغناء بكل قوالبه الشرقية البحتة أو القريبة إلى النمط الغربي، كما قدرتها على الدمج بين دراستها الأكاديمية وبين الإحساس الكبير في الأداء.

## أعمالها
شكلت فرقتها الموسيقية الخاصة «فرقة سيد درويش» منذ عام 2008 المؤلفة من 25 عازف أكاديمي، يقودها الموسيقي رشيد هلال، وهي تدعم مشروعها الفني لتقديم الفن الملتزم والهادف لتنمية الذائقة الموسيقية لدى المستمع العادي. قدمت مع فرقتها العديد من الحفلات الموسيقية داخل سورية على مسرح دار الأوبرا ومسرح قلعة دمشق وغيرها من مسارح المراكز الثقافية. أحيت مع نفس الفرقة حفلاً غنائياً تكريما للسيدة فيروز في دولة الجزائر بشهر تشرين الثاني نوفمبر 2015 بدعوة من وكالة الإشعاع الثقافي الجزائرية.
أطلقت ألبومها الأول الذي يحمل عنوان «خيطان الشمس» من دار الأوبرا السورية في شهر أيلول سبتمبر 2016 الذي يضم سبع أغنيات وقطعة موسيقية تعاونت في إعداده مع عدد من الموسيقيين الأكاديميين والشعراء السوريين. . كما وقعت عقد تعاون مع شركة يونيفرسال العالمية التي بدورها قامت بنشر وتسويق الألبوم خيطان الشمس.
في عام 2019 أطلقت ألبوم «سورات» ضمن حفل جماهيري أقامته على مسرح دار الأوبرا في دمشق، وتبرعت بـ 50% من عائدات الألبوم لدعم جمعية بسمة التي تعنى برعاية الأطفال المصابين بالسرطان في سورية.

## مشاركاتها
عملت مع عدة فرق عالمية وسورية تعنى بالفن الأكاديمي كمغنية صولو قدمت معها العديد من الحفلات على المسارح السورية أهمها مسرح دار الأوبرا بدمشق وعلى غيرها من المسارح العربية والعالمية «المغرب، الإمارات، تونس، لبنان، السودان، الأردن، إيطاليا، ألمانيا».

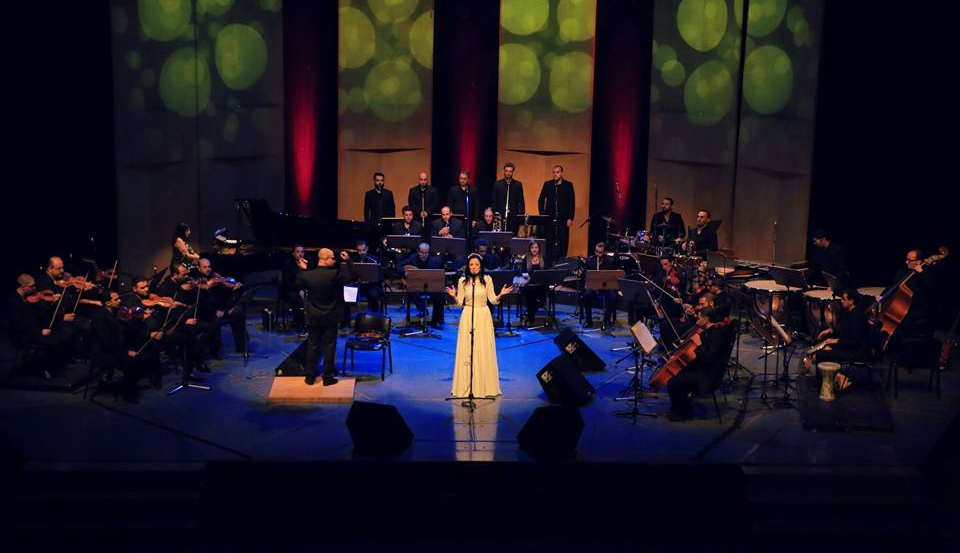
ميس حرب في حفل إطلاق ألبومها الأول "خيطان الشمس" على مسرح دار الأوبرا في دمشق

شاركت في المسرح كممثلة ومغنية من خلال بطولة أدتها في مسرحية «بانتظار البرابرة» للمخرج وليد القوّتلي أدّت فيها دور مغنية تروي أحداث العرض وكانت هي من لحن النص المكتوب للغناء، وعُرضت المسرحية في كل من مصر وسورية 2010. وفي دور رئيسي في مسرحية «الطريق إلى الشمس» للمخرج ممدوح الأطرش والكاتب كفاح الخوص التي قدمت بدار الأوبرا بدمشق وهي التجربة المسرحية الأهم بالنسبة لها وأيضا لها مشاركة كمغنية ممثلة في السينما في فيلم «أطويل طريقنا أم يطول» للمخرج السينمائي السوري ريمون بطرس.
دعيت من قبل وكالة الثقافة الجزائرية لإحياء حفلا«تكريميا» للسيدة فيروز على مسرح بشطرزي في الجزائر العاصمة في شهر نوفمبر 2015 .
شاركت بالجولة التي أقامتها أوركسترا الموسيقيين السوريين في كل من بريطانيا، هولندا، الدنمارك، وتركيا مع المغني البريطاني Damon Albarn التي نظمتها شركة Africa Xpress في شهر حزيران 2016 .
شاركت في فعاليات منتدى الثقافة بوجه العنف التي أقامته منظمة آناليند في تونس في شهرمارس 2017
كما شاركت مع نفس المنظمة آناليند في مؤتمر دور التبادل الثقافي بين المناطق الهشة في العالم في سبتمبر 2017 في تونس
أحيت حفلا تكريميا للسيدة فيروز بعنوان من قلبي سلام لفيروز في دار الأوبرا في دمشق في أوكتوبر 2017
قدمت العديد من شارات المسلسلات السورية للعديد من المؤلفين الموسيقيين السوريين مثل: «طاهر مامللي، سمير كويفاتي، رضوان نصري، فادي مارديني». من الأعمال: «سوق الورق - أيام الدراسة – موزاييك».
بالإضافة للعديد من المشاركات في الموسيقا التصويرية للكثير من المسلسلات منها: «أنا القدس - الإميمي - بقعة ضوء - تحية كاريوكا - دليلة والزيبق وغيرها من المسلسلات», كان أكثرها شهرة أغنية «ناطر» للفنان مروان خوري في مسلسل «علاقات خاصة».